# Sashimono (Samurai)

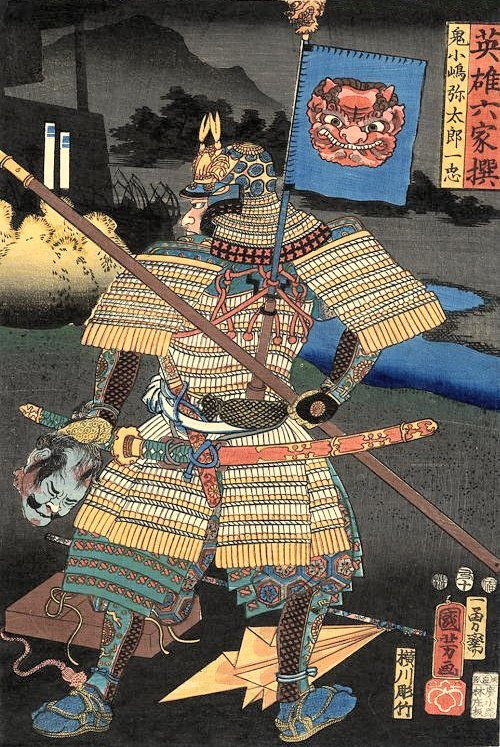
Darstellung eines Samurai mit Sashimono, Farbholzschnitt von Kuniyoshi, 1853

Ein Sashimono (jap. 指物, dt. etwa: „Zeigesache“) ist eine von japanischen Samurai auf dem Rücken getragene Standarte.
Als die Armeen immer größer wurden, erleichterten die am Rücken der Rüstung befestigten Sashimono das Erkennen und Zuordnen der Kämpfer. Das Sashimono war mit dem Mon des Feldherrn gekennzeichnet. Der Fahnenschaft (uke utsu) wurde in eine runde oder eckige Hülse (machi uke) gesteckt.